# Sapopema
Sapopema este un oraș în Paraná (PR), Brazilia.